# Efraim Zuroff

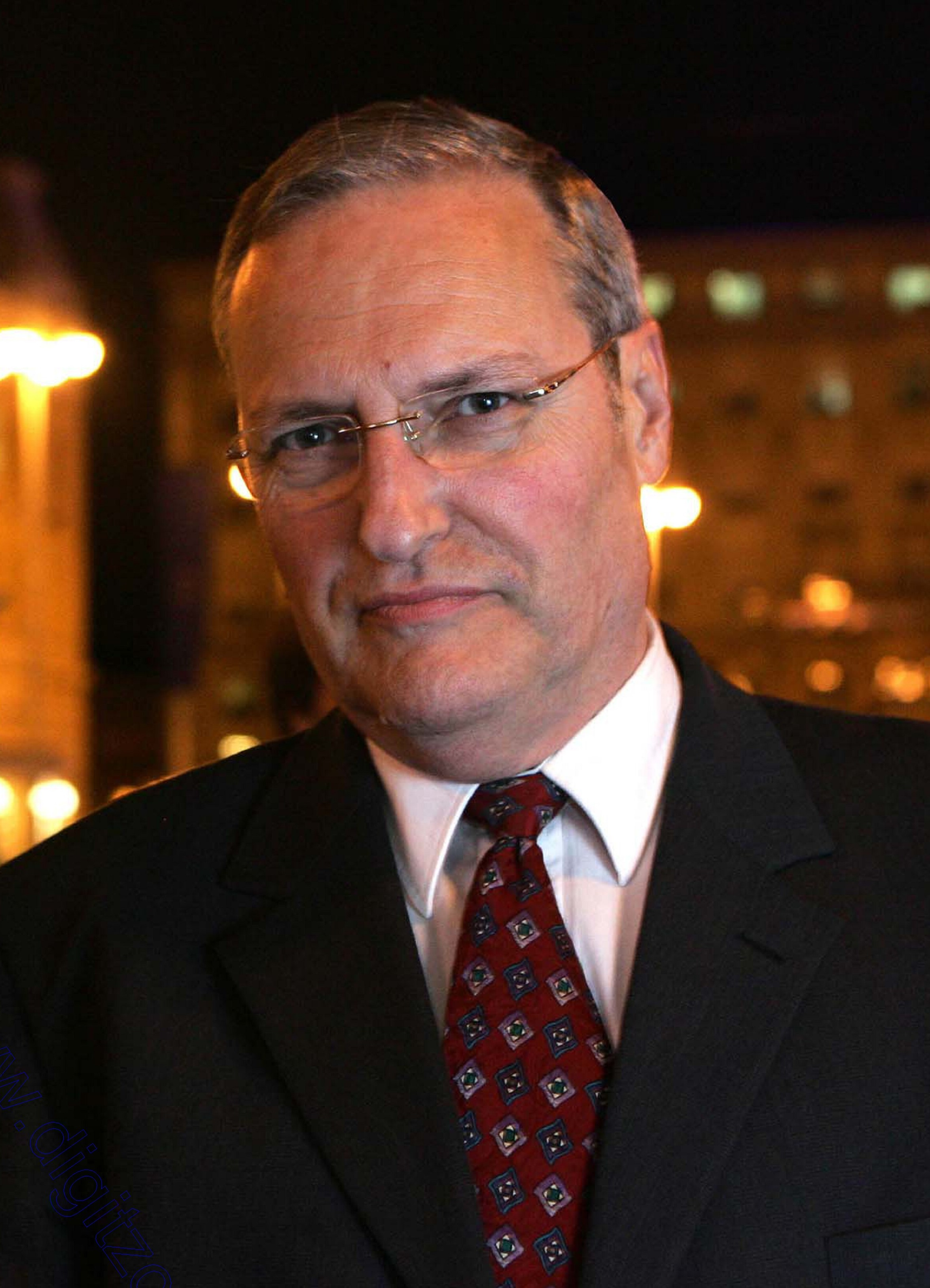
Efraim Zuroff (2007)

Efraim Zuroff (* 5. August 1948 in New York) ist ein israelischer Historiker US-amerikanischer Abstammung. Er ist Direktor des Standorts Jerusalem des Simon Wiesenthal Centers. Durch seine Initiativen, mutmaßliche Verbrecher des Nationalsozialismus einer Anklage zuzuführen, wurde er als „Der letzte Nazi-Jäger“ bekannt. Er hat unter anderem das Ehepaar Dinko und Nada Šakić sowie Erna Wallisch ausfindig gemacht. 

## Biographie
Zuroff wuchs in einer orthodox-jüdischen Familie im New Yorker Stadtbezirk Brooklyn auf. Sein Vater war Rabbi, seine Mutter Direktorin des Studentenwerks an der Yeshiva University.  Der Sechstagekrieg löste 1967 eine verstärkte Beschäftigung Zuroffs mit seiner jüdischen Identität und der Geschichte des Holocaust aus. Er nahm ein Geschichtsstudium an der Yeshiva University auf. Nach seinem Bachelor-Abschluss zog er 1970 nach Israel, wo er an der Hebräischen Universität Jerusalem ein Masterstudium in Holocaustforschung absolvierte.
1978 traf er Simon Wiesenthal, den er als seinen Mentor bezeichnet, und wurde Direktor des Simon Wiesenthal Center (SWC) in Los Angeles. Als Forscher des Office of Special Investigations (OSI) des US-Justizministeriums ging er 1980 wieder nach Israel, wo er Strafverfahren gegen Nazi-Kriegsverbrecher, die in den USA lebten, vorbereitete. Seit 1986 ist er erneut für das Simon Wiesenthal Center tätig. Er leitet die Niederlassung des SWC in Jerusalem und koordiniert die Verfolgung von Nazi-Kriegsverbrechen weltweit. Dies brachte ihm unter anderem die Bezeichnung „Der letzte Nazi-Jäger“ ein. 
1998 konnte er Dinko Šakić ausfindig machen, der sich Kriegsverbrechen während des Zweiten Weltkriegs schuldig gemacht hatte und Aufseher im KZ Jasenovac im  „Unabhängigen Staat Kroatien“ (NDH) war, sowie dessen Ehefrau Nada Šakić, einer Halbschwester von Vjekoslav Luburić und Wärterin im KZ Stara Gradiška, einem Außenlager von Jasenovac. Zuvor hatten beide mehr als 50 Jahre unbehelligt in Südamerika gelebt. Dinko Šakić wurde 1998 im Alter von 76 Jahren von Argentinien an Kroatien ausgeliefert und 1999 zu 20 Jahren Haft verurteilt, während Nada Šakić wegen Beweismangels wieder freigelassen wurde. Die belastenden Dokumente des Simon Wiesenthal Centers führten letztendlich zur Auslieferung des Ehepaares. Nach Angaben der Justizbehörden in Zagreb litt sie an der Parkinsonschen Krankheit und die Beweise reichten laut Auskunft der Staatsanwaltschaft nicht für eine Anklage aus. Efraim Zuroff protestierte scharf gegen die Entlassung. Zuvor übergab er den kroatischen Justizbehörden Dokumente, die Nada Šakić seiner Meinung nach überführen würden.

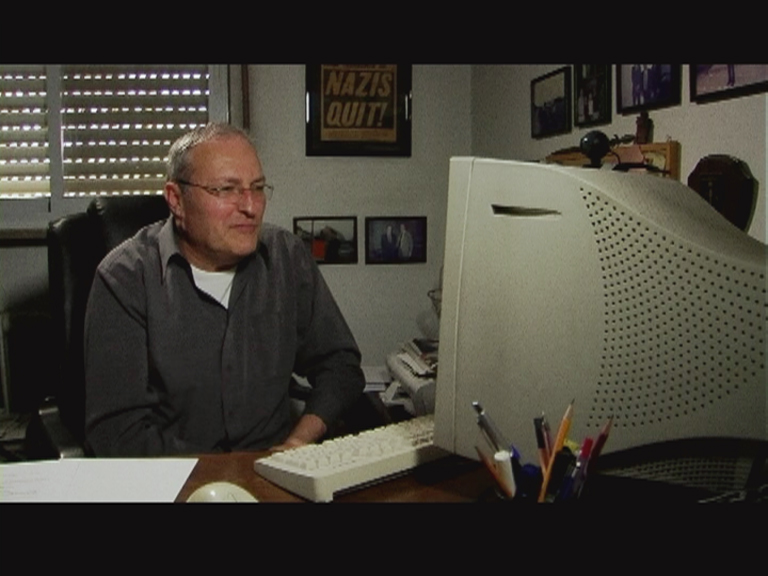
Zuroff in seinem Büro (2012)

Seit 2001 publiziert er jährlich einen „Status Report“, in dem er über seine Untersuchungen und über die Anklage von kriminellen Nationalsozialisten berichtet. 2002 führte er die Operation Last Chance ein, die eine finanzielle Belohnung für all diejenigen bereitstellt, die sachdienliche Informationen und Hinweise liefern, die dabei helfen, ehemalige Nazi-Verbrecher zu überführen. Im Januar 2008 wurde die Belohnung für Hinweise von 10.000 Dollar auf 25.000 Dollar heraufgesetzt. Seit Beginn des Jahres 2008 versuchte Efraim Zuroff, die ehemalige KZ-Aufseherin Erna Wallisch einem Prozess zuzuführen. Am 16. Februar 2008 jedoch starb Wallisch im Alter von 86 Jahren, worauf auch die erneuten Ermittlungen durch die österreichische Staatsanwaltschaft „wegen Todes“ eingestellt wurden.
Über die Arbeit von Zuroff entstand 2012 unter der Regie von Nitza Gonen der israelische Dokumentarfilm Tzaiad Ha'Natzim Ha'Acharon (engl.: The Last Nazi Hunter). Im Jahr 2006 bezeichnete Zuroff Österreich mit Verweis auf die passive und langsame Verfolgung von NS-Verbrechern durch die österreichische Justiz als „Paradies für NS-Verbrecher“.
Efraim Zuroff engagiert sich auch gegen den Neofaschismus. Anlässlich des litauischen Unabhängigkeitstags protestierte er am 16. Februar 2013 gemeinsam mit Dovid Katz gegen einen Aufmarsch von Ultranationalisten und Neonazis. Eine Woche später erlitt er einen Herzinfarkt. Am 16. März 2014 nahm Zuroff an den Protesten gegen den Aufmarsch zu Ehren der lettischen Legionäre in Riga teil.
Mit seiner Frau Elisheva lebt Zuroff in der Siedlung Efrat im Westjordanland. Sie haben vier Kinder und sechs Enkel.

## Schriften
- Beruf: Nazijäger. Die Suche mit dem langen Atem: Die Jagd nach den Tätern des Völkermordes. In: Unerwünschte Bücher zum Faschismus. Nr. 10. Ahriman-Verlag, Freiburg im Breisgau 1996, ISBN 3-89484-555-4.
- Operation Last Chance. Im Fadenkreuz des „Nazi-Jägers“. Prospero Verlag, Münster 2011, ISBN 978-3-941688-16-2.